# Franc Pavlanski Pollini
Franc Pavlanski Pollini, glasbenik, skladatelj, pianist in pedagog, * 25. marec 1762, Ljubljana, † 17. september 1846, Milano, Italija.

## Življenje
Pollini se je rodil v družini ljubljanskega zdravnika Janeza Krizostoma Pollinija. Po mladosti v Ljubljani se je verjetno izobraževal pri Mozartu in pri Zingarelliju, nakar je deloval večinoma v Milanu v Italiji.
Po severnoitalijanskih mestih je deloval sprva kot pevec. Leta 1801 so v Milanu izvedli njegovo kantato »Il trionfo della Pace«. V Milanu, kamor se je vrnil po lahkoživem bivanju v Parizu, je leta 1812 izdal klavirsko šolo »Metodo pel clavicembalo«.

## Delo
Pollini je bil med začetniki v ustvarjanju klavirskih sonat, pisal pa je tudi komorna dela in opere.

### Operi
- Il genio insubre
- La casetta nei Boschi, komična opera, uprizorjena v Milanu (1798)